# Predazzo
Predazzo é uma comuna italiana da região do Trentino-Alto Ádige, província de Trento, com cerca de 4.302 habitantes. Estende-se por uma área de 109 km², tendo uma densidade populacional de 39 hab/km². Faz divisa com Nova Levante (BZ), Nova Ponente (BZ), Moena, Tesero, Panchià, Ziano di Fiemme, Siror, Canal San Bovo e Tonadico.